# RFA Hebe (A406)

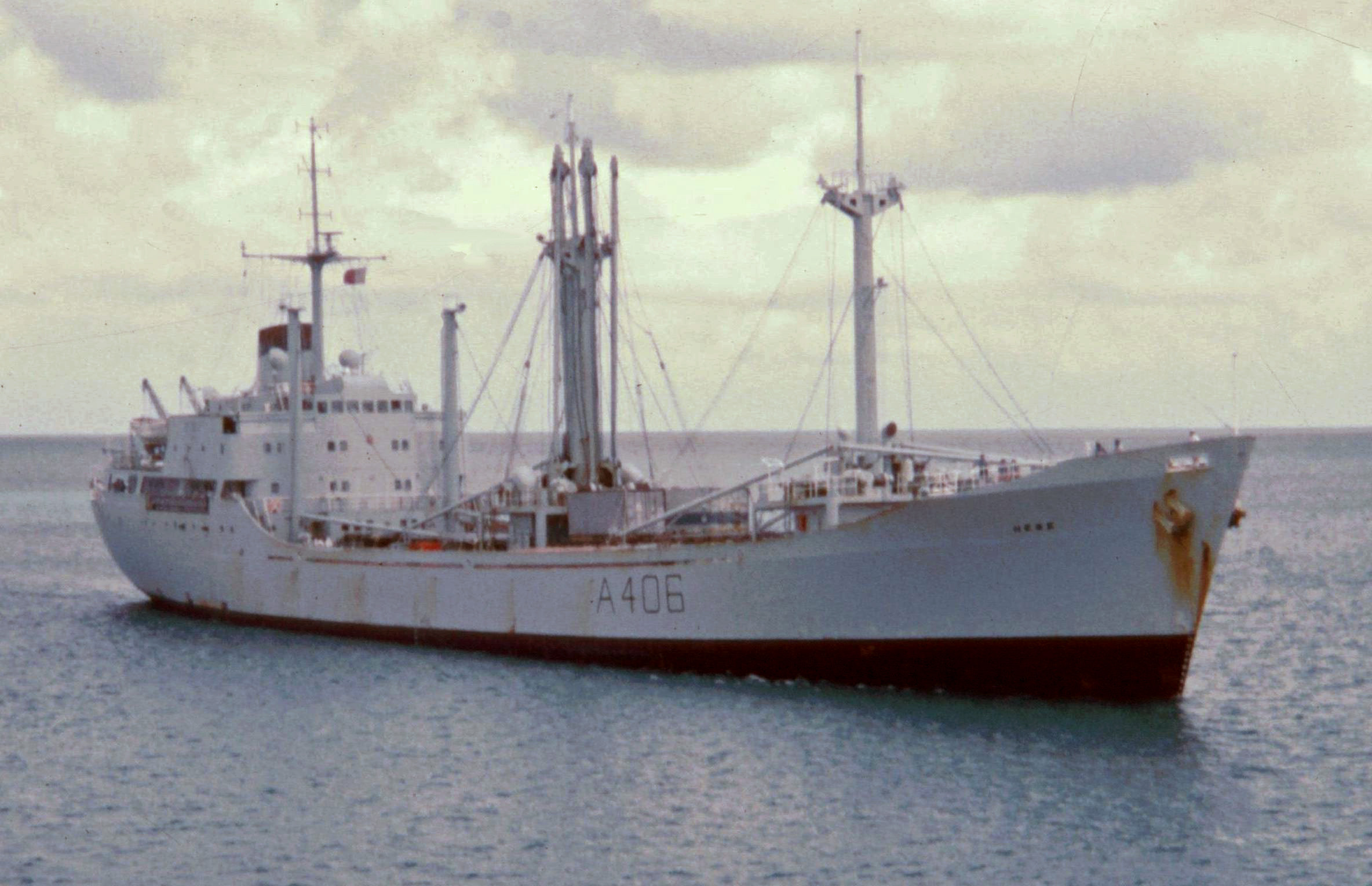
RFA Hebe.

Le RFA Hebe (A406) était un stores ship (en) de la Royal Fleet Auxiliary (RFA). Il a été construit par Henry Robb pour la British-India Steam Navigation Company et est affrété coque nue à la RFA de 1962 à 1978.